# Образец (филателия)

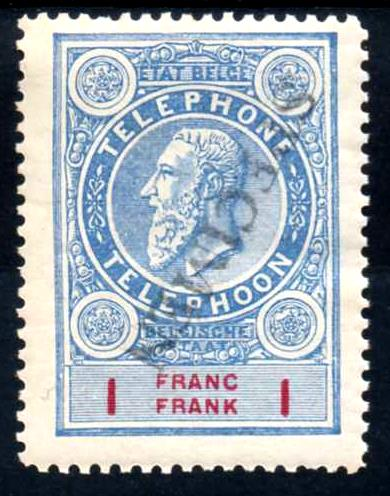
Образец бельгийской телефонной марки с надпечаткой «Specimen» (1891)

Образе́ц — в филателии почтовая марка, предназначенная для направления в качестве образца в соответствующие организации (к примеру, в органы Всемирного почтового союза, для нужд министерства, в средства массовой информации) в рамках сотрудничества с ними почтовой администрации.

## Описание
Как правило, образцы снабжены специальной пометкой для предотвращения злоупотреблений с ними и использования их для оплаты пересылки почтовых отправлений.
Такие пометки делаются с помощью:
- надпечатки — на лицевой стороне или (реже) на обороте марки;
- прокола или фигурной перфорации.

Они представляют собой слова «Образец», «Проба» или аналогичное на языке государства-эмитента. Это могут быть такие слова, как англ. «Specimen», англ. «Sample», фр. «Specimen», итал. «Saggio», исп. «Prueba», порт. «Prova», нем. «Muster», исп. «Muestra», фин. «Malli».
Порой в некоторых государствах (к примеру, во Франции) на марках, предназначенных для целей обучения почтовых работников, наряду с учебными марками, также делается надпечатка слова «Образец» на соответствующем языке.

## История
Образцы применялись ещё с самых первых выпусков марок, так, в 1840 году образчики чёрного пенни, синего двухпенсовика и почтового листа Мюльреди (Mulready Letter Sheet) были направлены всем британским почтмейстерам. Эти марки ещё не имели никаких особых отметок, но когда в 1847 году была выпущена первая британская почтовая марка номиналом один шиллинг, то разосланные почтмейстерам образцы уже были помечены надписью англ. «Specimen» («Образец»), чтобы исключить возможность их почтового обращения.
С 1879 года государства — участники Всемирного почтового союза направляют друг другу почтовые марки через Международное бюро ВПС, причём предоставленные таким образом марки часто оказываются на филателистическом рынке. Образцы не годятся для почтового обращения, поэтому почтовые администрации могут свободно распоряжаться ими по своему усмотрению, в том числе предоставлять филателистическим дилерам, филателистическим журналам, государственным органам, посольствам, а также в качестве рекламных материалов — филателистам.
Поскольку многие образцы стоят дороже, чем настоящие почтовые марки, их часто подделывают. С другой стороны, с некоторых образцов удаляют надпечатки, чтобы они походили на более дорогие соответствующие почтовые марки.
Использование надпечаток с текстом «Образец» не ограничивается одними почтовыми марками. Они также наносятся на фискальные марки и цельные вещи, включая международные ответные купоны. Известен уникальный случай использования португальскими чиновниками ВПС в конце XIX — начале XX века, когда они резиновым штемпелем наносили слово исп. «ULTRAMAR» («заграничный») на кубинские цельные вещи, чтобы воспрепятствовать их почтовому использованию.

## Иллюстрированные примеры

Образцы почтовых марок
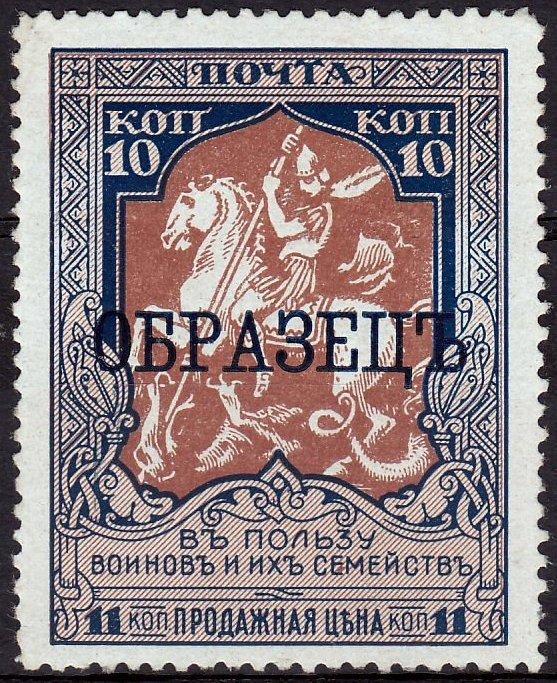
Российская Империя (1914): надпечатка «Образец»
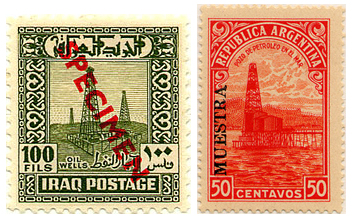
Ирак (надпечатка англ. «Specimen») и Аргентина (надпечатка исп. «Muestra»)
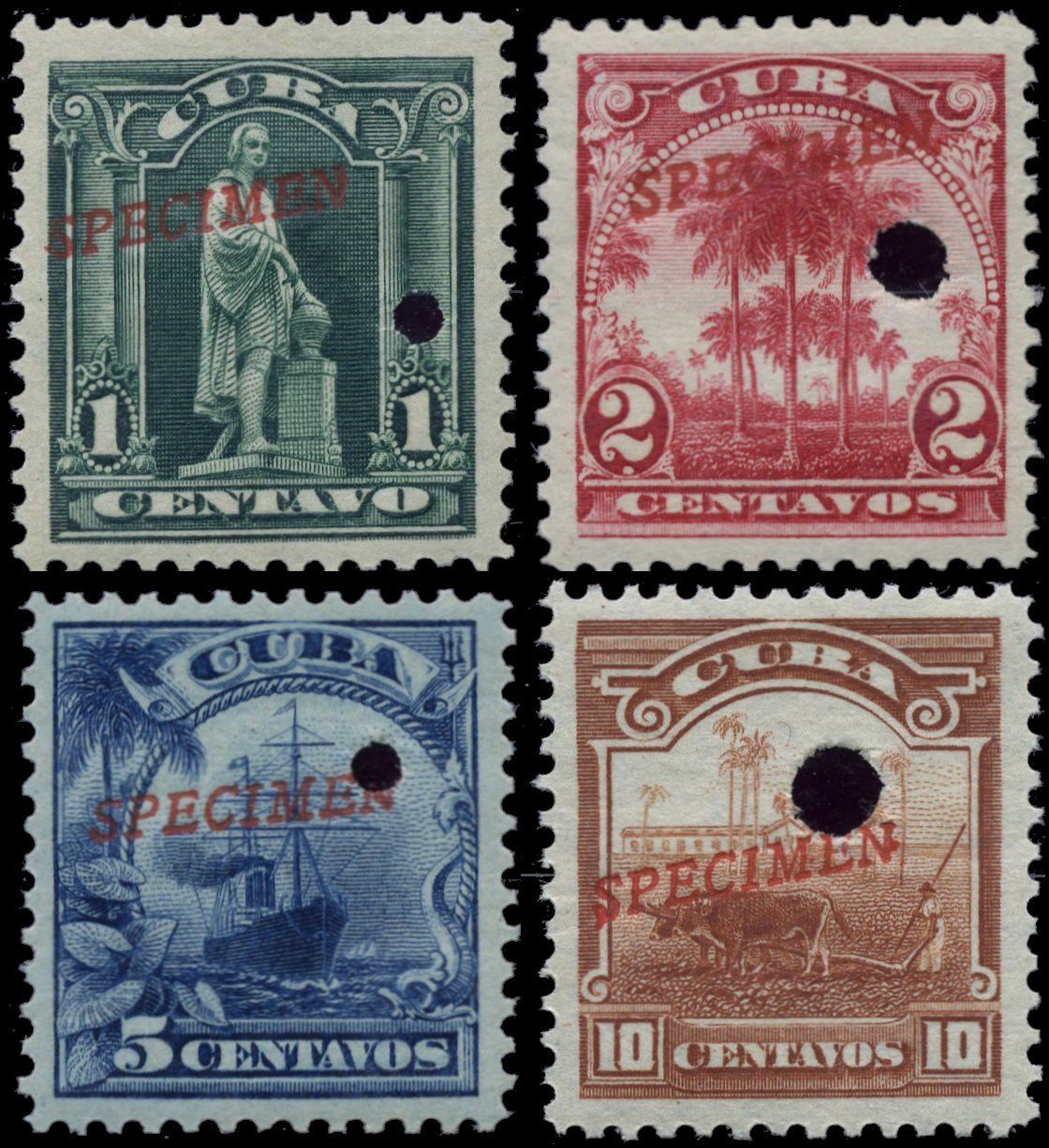
Куба (1905): прокол

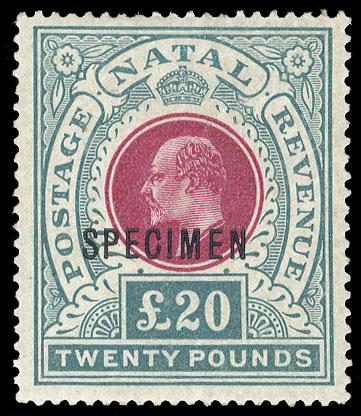
Колония Наталь (1902): надпечатка «Specimen»
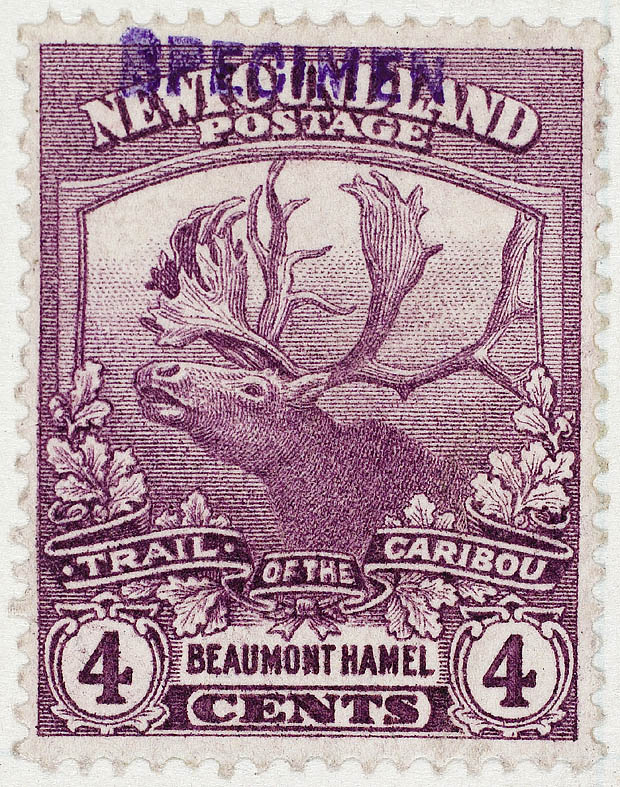
Ньюфаундленд (1919): надпечатка «Specimen»
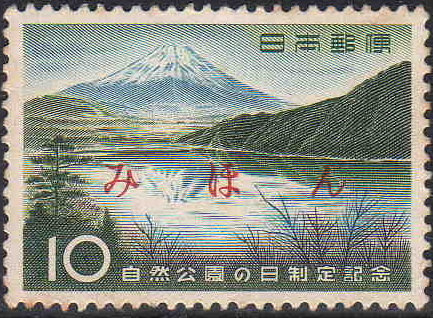
Япония (1959): надпечатка (яп. みほん)

Образцы телеграфных марок
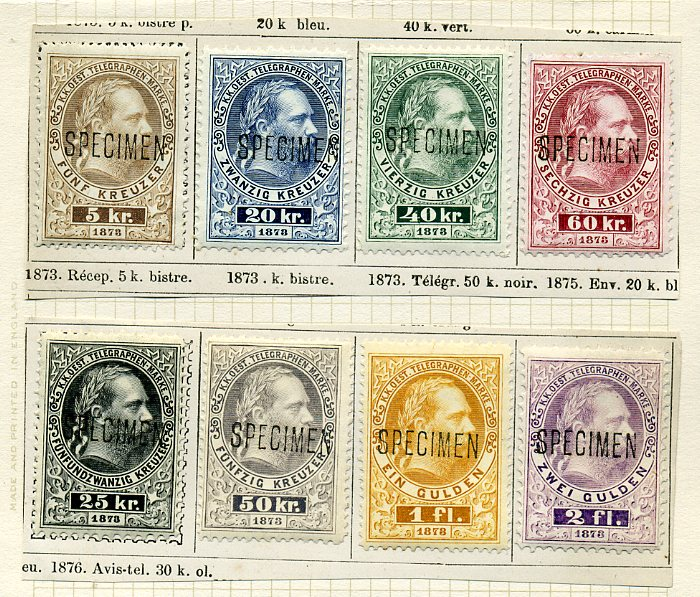
Австрия (1873): «Specimen»
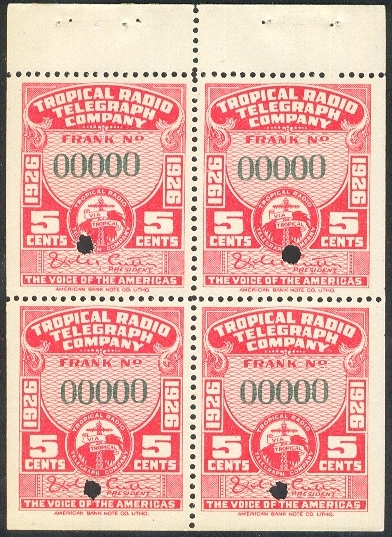
США (1926): надписи «Tropical Radio Telegraph Company», «The Voice of Americas», прокол
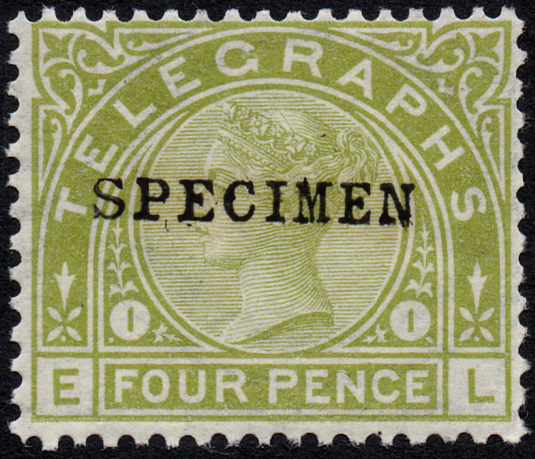
Великобритания (до 1900): надпечатка англ. «Specimen»

Образцы фискальных марок
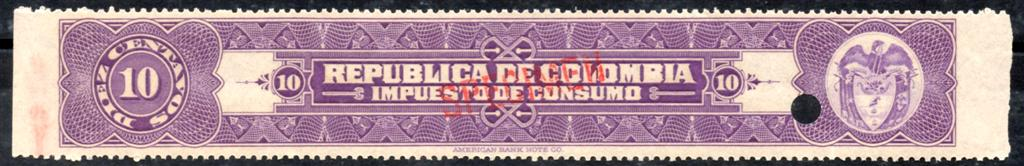
Колумбия (1916): надпечатка «Specimen» и прокол
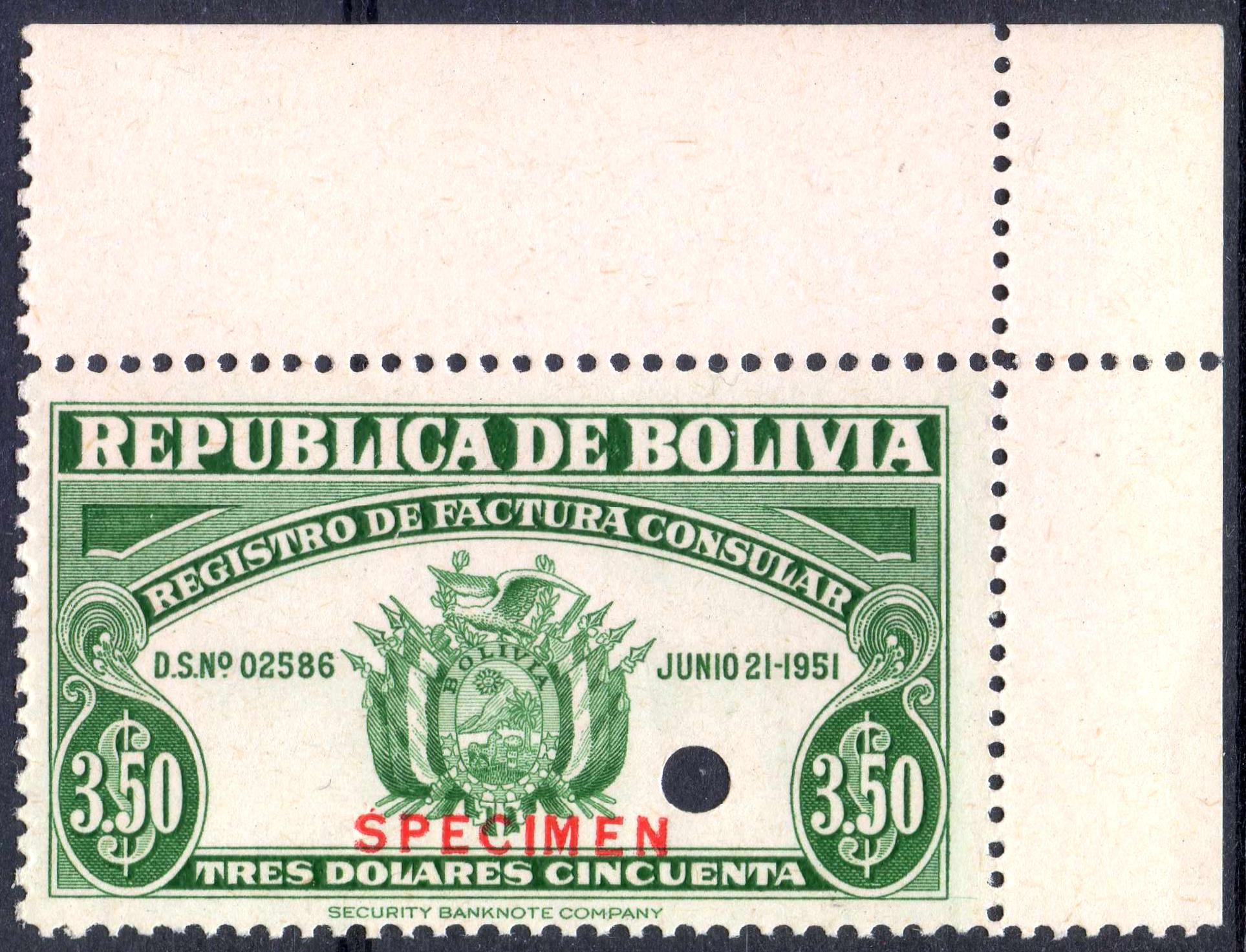
Боливия (1951): надпечатка «Specimen» и прокол
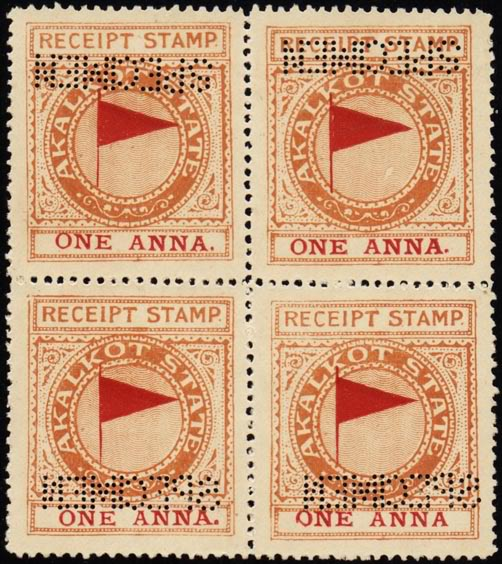
Индийское княжество Аккалкот (ок. 1900): перфин «Specimen»

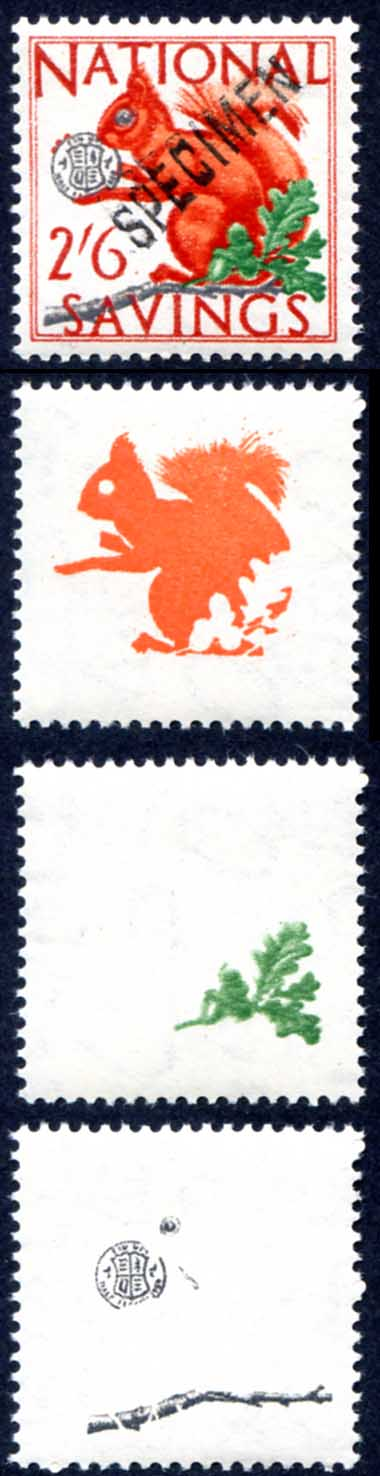
Великобритания (1949): надпечатка «Specimen» и варианты проб красок
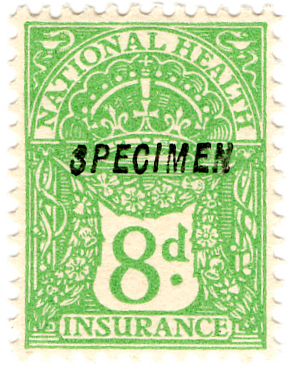
Великобритания (1920): надпечатка «Specimen»
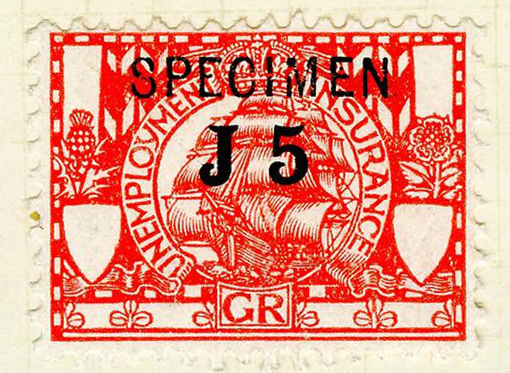
Великобритания (1912): надпечатка «Specimen»